# 森山社

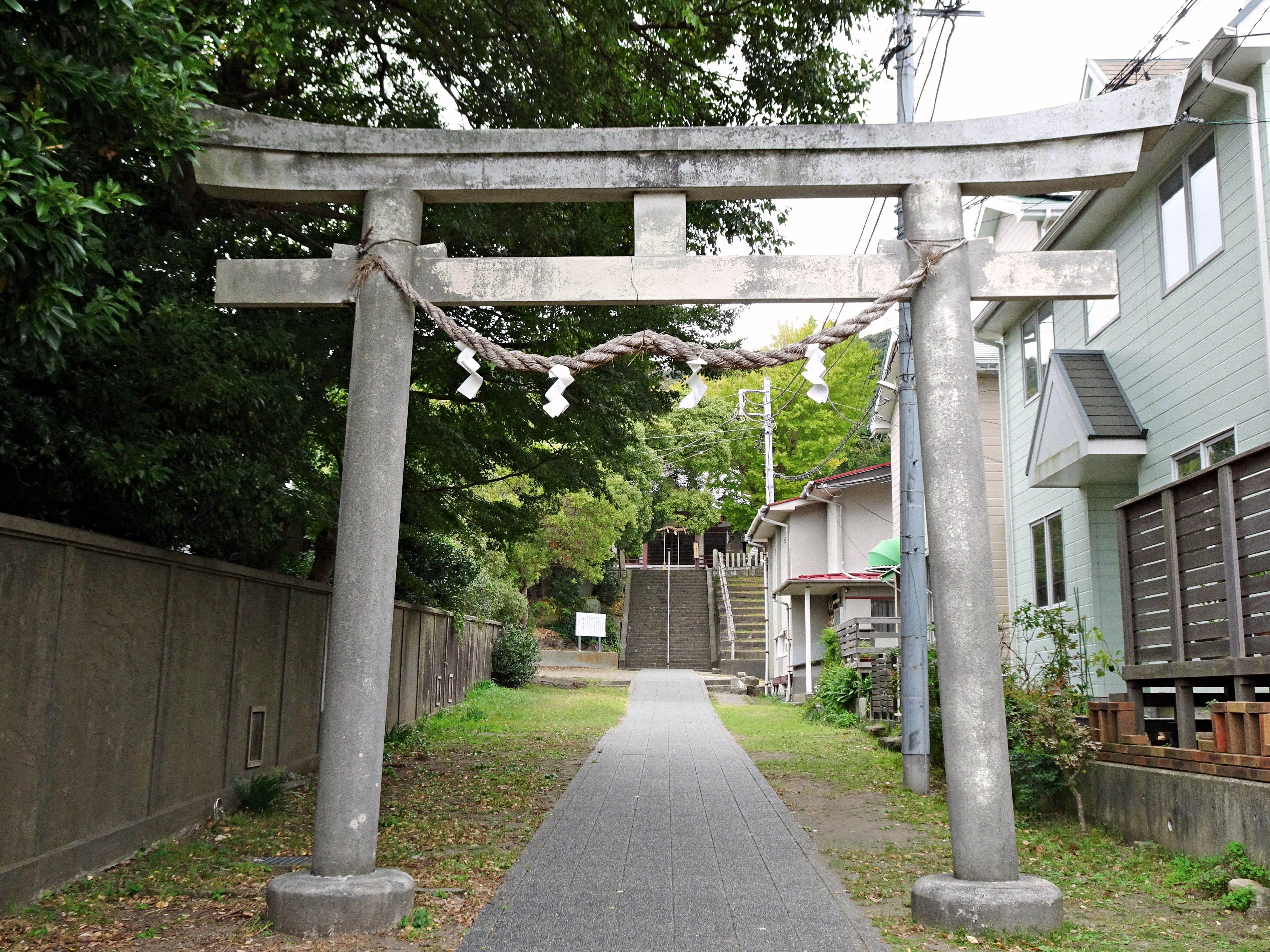
森山社の鳥居

森山社（もりやましゃ）は、神奈川県三浦郡葉山町の神社。森山神社とも呼ばれる。

## 歴史
749年（天平勝宝元年）に創建された。この地域出身の良弁が勧請したものという。
当社は、「世計り神事」があることで知られている。江戸時代の百科事典『和漢三才図会』にも取り上げられるほどの知名度である。井戸から水を汲み出し、この水と麦麹を甕の中に入れ、翌日に水の減り具合や濁り具合を見て吉兆を占うというものである。
また、33年ごとに行われる「行合祭」という神事もある。前回の行合祭は1996年（平成8年）に行われた。次回は2028年（令和10年）の予定である。

## 文化財
- 行合祭（葉山町指定無形民俗文化財 平成8年4月1日指定）[4]
- 世計り神事（葉山町指定無形民俗文化財 平成19年4月1日指定）[4]

## 交通アクセス
- 路線バス旧役場前停留所より徒歩5分。

## 関連文献
- 「衣笠庄 一色村 森山明神社」『大日本地誌大系』 第40巻新編相模国風土記稿5巻之108村里部三浦郡巻之2、雄山閣、1932年8月。NDLJP:1179240/120。